# Tamna
Het koninkrijk Tamna of Tamna guk heerste over het eiland Jeju totdat het bestuur werd overgenomen door de Joseondynastie in 1404. Het koninkrijk staat ook wel bekend als Tangna (탁라), Seomna (섭나), of Tammora (탐모라). Al deze namen betekenen; eilanden natie.
Er zijn geen historische bronnen over de stichting van het Tamna. Er is één legende die verhaald over de drie stichters van het land, Go (고), Yang (양), en Bu (부), die tevoorschijn kwamen uit drie gaten in 24ste eeuw voor Christus. Deze gaten staan bekend als Samseonghyeol (삼성혈) en kunnen nog steeds gevonden worden in de stad Jeju.
Archeologisch onderzoek heeft uitgewezen dat de bewoners van Tamna handel dreven met de Chinese Handynastie en de Japanse Yayo en natuurlijk het vasteland van Korea in de eerste eeuw na Christus. De eerste bronnen waarin vermelding wordt gemaakt van Tamna stammen uit de derde eeuw. In de kronieken van de Chinese Drie Koninkrijken, Sanguozhi genoemd, wordt verteld over vreemde mensen die leven op een eiland in de buurt van Korea. De bewoners worden Juho (州胡, letterlijk 'eiland barbaren") genoemd. Deze Juho, met een eigen taal en cultuur, dreven handel met het vasteland van China.
In hoeverre het hier echt gaat om de bewoners van Tamna is echter onderwerp van discussie. Volgens sommige wetenschappers gaat het hier om een eiland in de Gele Zee.
Volgens de Samguk Sagi moest Tamna tribuut betalen aan Baekje. Toen Baekje's macht verzwakte, verstevigde Tamna de banden met Silla. Ergens tegen het einde van het tijdperk van de Drie koninkrijken onderwierp Tamna zichzelf aan het gezag van Silla. Silla verleende vervolgens de drie prinsen van Tamna de volgende titels; Seongju (성주, 星主), Wangja (왕자, 王子), and Donae (도내, 都內). Deze titels zouden ze behouden tot het einde van het koninkrijk. Volgens sommige bronnen zou die plaats hebben gevonden tijdens het bewind van koning Munmu van Silla in de 7de eeuw naar Christus.
Na de val van Verenigd Silla verklaarde Tamna zich kort weer onafhankelijk, maar onderwierp zich in 938 aan Goryeo en werd officieel geannexeerd in 1105. Het koninkrijk bleef echter grotendeels zelfstandig tot 1404, toen koning Taejong van Joseon het eiland onder het centrale bewind stelde en zo een einde maakte aan het koninkrijk Taman.